# Herta Kumbartzky
Herta Kumbartzky (* 31. August 1904 in Königsberg/Ostpreußen; † 1987 in Berlin) war eine deutsche Malerin der Verschollenen Generation. Ihre Schwerpunkte waren Tiermalerei und Landschaftsmalerei.

## Leben und Werk
Herta Kumbartzky wurde am 31. August 1904 als Herta Elsholz in Königsberg in Ostpreußen geboren. Nach ihrer Hochzeit mit dem Reichsbahnbeamten Kurt Kumbartzky zog sie nach Berlin, wo sie Anfang der 1920er Jahre an einer Ausstellung der Volkshochschule Neukölln teilnahm. Nach dem positiven Echo in der Presse auf ihre Arbeiten entschloss sie sich, zunächst die private Kunstschule des Westens von Emmy Stalmann in Berlin-Charlottenburg zu besuchen, um dann von 1925 bis 1928 sechs Semester an den Vereinigten Staatsschulen für freie und angewandte Kunst am Steinplatz zu studieren.
Sie belegte Vorlesungen im Tierzeichnen bei Karl Mickeleit, in Tieranatomie bei Wilhelm Tank und in Farben- und Maltechnik bei Kurt Wehlte. Neben der Darstellung von Tieren beschäftigte sie sich auch mit Landschafts- und Porträtmalerei. Die Sommer verbrachte die Künstlerin mit ihrer Familie an der Samlandküste oder auf der Kurischen Nehrung, wo sie noch 1944 Tier- und Landschaftsstudien betrieb. Gegen Kriegsende wurde die Familie in einen Ort im Fichtelgebirge evakuiert, wo die Künstlerin etliche Landschaftszeichnungen anfertigte.
Als Herta Kumbartzky 1946 mit ihrem Sohn in ihre Wohnung im Ostteil Berlins zurückkehrte, erhielt sie zahlreiche Porträtaufträge von sowjetischen Offizieren. Von 1948 bis 1954 war sie Kunsterzieherin an zwei Ost-Berliner Schulen. Nach der Rückkehr ihres Mannes aus britischer Gefangenschaft, verlegte sie 1950 ihren Wohnsitz nach West-Berlin, wo sie regelmäßig an der Großen und Freien Berliner Kunstausstellung teilnahm. Auch zeigte sie ihre Arbeiten in Einzelausstellungen, wie beispielsweise 1975 in der Galerie am Buschgraben in Berlin-Zehlendorf und 1977 in der Galerie des Deutschlandhauses  in Berlin-Kreuzberg. Sie machte Studienreisen nach Griechenland, Italien und Spanien, wo Landschafts- und Stadtbilder entstanden.

## Künstlerische Rezeption
Anlässlich der Ausstellung im Deutschlandhaus in Berlin-Kreuzberg im April/Mai 1977 schreibt der Maler Elmar Kluth am 30. April 1977 im Ostpreußenblatt:
„Die ausgestellten Arbeiten in Öl, Mischtechnik, Aquarell und Zeichenstift zeugen von einem großen Einfühlungsvermögen in die Wesensart der Tiere, die sie anders als ihre Vorbilder Wilhelm Kunert und Richard Friese nicht in dramatischen Aktionen darstellt. Der landschaftlichen Umgebung pflegt die Künstlerin eine sekundäre Bedeutung beizumessen, wobei auf eine farblich kultivierte Abstimmung Wert gelegt wird, die die impressionistische Darstellung bis zur expressiven Überhöhung steigert. Herta Kumbartzky will bis zum Wesentlichen des Tiers vordringen, wobei die Liebe zum stummen Geschöpf Pinsel und Stift führt. Die Künstlerin hat unverkennbar ihren eigenen Weg gefunden; ehrlich und konsequent, wie es echte Kunstbetätigung gebietet.“
1980 hat Herta Kumbartzky ein Buch mit ihren Arbeiten herausgegeben, das einen kleinen Einblick in ihr Schaffen vermittelt. Auf 32 Blättern, davon sechs in Farbe, findet man die Motive, die sie seit jeher bewegten: „Tiere aus aller Herren Länder.“
Dazu schreibt der Kunsthistoriker Dr. Günter Krüger in seinem Vorwort zu dem vorliegenden Buch:
„Über die allgemeine Tierdarstellung hinaus ist Herta Kumbartzky, die noch regelmäßig im Berliner Zoo arbeitet, fast zur Tierporträtistin geworden. Während Richard Friese beispielsweise die Tiere in der ihnen eigenen landschaftlichen Umgebung aufgehen ließ, sucht Herta Kumbartzky das Wesen der Tiere zu erfassen und in ihren Arbeiten Bild werden zulassen, wobei sich die Zeichnungen aus dem letzten Jahrfünft durch eine eigenständige Blockhaftigkeit besonders auszeichnen.“

## Werke (Auswahl)
- um 1930: Menschenaffen, Öl auf Leinwand, 86 × 63 cm
- um 1930: Rehe im Wald, Öl auf Leinwand, 73 × 60 cm
- 1938: Porträt eines Mannes, Öl auf Leinwand, 56,5 × 46,5 cm

## Ausstellungen (Auswahl)
- um 1920: Volkshochschule Neukölln[3]
- 1975: Galerie am Buschgraben, Berlin-Zehlendorf[3]
- 1977: Galerie im Deutschlandhaus, Berlin[3]